# لاله دریایی
لاله دریایی (نام علمی: Pyura spinifera) نام یک گونه از شاخه بی‌مهرگان است.